# Frances McLaughlin-Gill
Frances McLaughlin-Gill (* 22. September 1919 in Brooklyn, New York; † 23. Oktober 2014) war eine amerikanische Fotografin und die erste weibliche Modefotografin, die bei der Vogue unter Vertrag stand. Nach zwei Jahrzehnten in der Modebranche arbeitete sie ein Jahrzehnt lang als unabhängige Filmproduzentin und drehte Werbefilme. Einer ihrer Filme gewann 1969 die Goldmedaille beim Internationalen Film- und Fernsehfestival von New York. In ihrer späteren Karriere veröffentlichte sie mehrere Sammlungen, sowohl mit ihrer Schwester als auch in Zusammenarbeit mit anderen Autoren.

## Leben
Frances McLaughlin wurde am 22. September 1919 in Brooklyn, New York, als Tochter von Kathryn und Frank McLaughlin geboren. Sie war die Zwillingsschwester von Kathryn Abbe. Ihr Vater starb, als die Zwillinge drei Monate alt waren, und die Familie zog nach Wallingford, Connecticut, wo sie ihre Schulausbildung abschlossen. Frances machte 1937 ihren Abschluss an der Lyman Hall High School als Klassenbeste und Kathryn war die Zweitbeste. Die Zwillinge schrieben sich dann am Pratt Institute ein, um Fotografie zu studieren, und machten 1941 ihren Abschluss. Im selben Jahr nahmen beide an dem von der Vogue gesponserten Prix de Paris-Wettbewerb teil und waren unter den fünf Finalisten.

## Karriere
McLaughlin arbeitete zunächst als Stylistin bei Montgomery Ward und bis 1943 als Fotoassistentin. Im selben Jahr stellte die Fotografin Toni Frissell sie Alexander Liberman, dem Art Director der Vogue, vor, der McLaughlin als erste weibliche Modefotografin unter Vertrag nahm. Liberman war der Meinung, dass McLaughlin einen frischen Ansatz hatte. Ihre Direktheit und Spontaneität machten McLaughlin für ihn zu einer idealen Fotografin, denn ihre Bilder waren weniger gestellt und natürlicher als die vieler Modefotografen jener Zeit. Sie begann mit Fotoshootings mit Nachwuchsmodellen für Glamour Magazine, das sich an ein jüngeres Publikum richtete, und war in der Lage, Bewegungen auf eine Art und Weise einzufangen, wie es bis dahin nicht möglich gewesen war. In den 1940er und 1950er Jahren schuf McLaughlin einige der stärksten Bilder, die in der amerikanischen Ausgabe der Vogue erschienen. Neben Modefotografien schuf sie auch Fotos von Prominenten sowie Stillleben für Leitartikel und Titelseiten von House & Garden. 1948 heiratete sie den Fotografen Leslie Gill, der als einer der ersten Fotografen bekannt wurde, der Farbfilm verwendete.
Einer der Höhepunkte ihrer Karriere war McLaughlins Arbeit bei der Paris Fashion Week 1952. Obwohl sie weiterhin für Glamour, House & Garden und Vogue arbeitete, wurde McLaughlin 1954 freiberufliche Fotografin bei Condé Nast Publications. In den sechziger Jahren schrieb sie regelmäßig für die britische Vogue. Gill starb 1958 plötzlich, und nach seinem Tod begann McLaughlin, ihren Nachnamen mit Bindestrich zu schreiben. Im folgenden Jahr arbeiteten die Schwestern gemeinsam an einer Sammlung von Kinderfotos, die in Modern Photography veröffentlicht wurden. Zwischen 1964 und 1973 drehte McLaughlin-Gill als unabhängige Filmproduzentin und Regisseurin Werbespots und Filme. Ihr Film Cover Girl: New Face in Focus über das Model of the Year, Elaine Fulkersons Weg zum Modemodell, gewann 1969 die Goldmedaille beim International Films and TV Festival of New York. Ende der 1970er Jahre begann sie, an der School of Visual Arts in Manhattan Fotografie-Seminare zu geben.
McLaughlin-Gill begann nach 1976, einige ihrer späteren Werke in Buchform zu veröffentlichen. Einige ihrer bekanntesten Sammlungen waren Women Photograph Men (1976) und Twins on Twins (1981), das zusammen mit ihrer Zwillingsschwester Kathryn Abbe veröffentlicht wurde. Sie fotografierte auch für mehrere Autorenbücher, darunter ein Buch über Körpersprache, Face Talk, Hand Talk, Body Talk (1977) von Sue Castle und Jane Fearer Safers Spirals From the Sea: An Anthropological Look at Shells (1983). 1984 bereitete sie Fotografien für eine retrospektive Ausstellung der Werke ihres Mannes für das New Orleans Museum of Art vor. 1995 fand eine Ausstellung ihrer Fotografien in der Hamilton’s Gallery in London statt und 2011 veröffentlichten sie und ihre Schwester ihr letztes gemeinsames Buch, Twin Lives in Photography. Die Schwestern waren 2009 Gegenstand eines von Nina Rosenblum, produzierten Dokumentarfilms, Twin Lenses, der ihre Pionierrolle in der Fotografie beleuchtete und Interviews mit den Zwillingen enthielt. McLaughlin-Gill starb am 23. Oktober 2014.

## Referenzen

### Bibliografie
- Laird Borrelli-Persson: Remembering Vogue     Fashion Photographer Frances McLaughlin-Gill. In: Vogue. New York, New York 10. November 2014,     (https://www.vogue.com/article/remembering-photographer-frances-mclaughlin-gill-from-the-archives [abgerufen am 9. August 2023]).
- Faxon, Pookie; Blint, Mary: Films by and/or about Women, 1972. In: Education Resources Information Center. Women’s History Research Center, Inc., 1972, (https://files.eric.ed.gov/fulltext/ED127217.pdf [abgerufen am 9. August 2023]).
- Goldsmith, Arthur: The Elegant Eye of     Leslie Gill. In: Popular Photography. 91. Jahrgang, Nr. 9. Ziff-Davis Publishing Company, September     1984, ISSN 1542-0337, S. 71, 88–89, (https://books.google.de/books?id=ydhpDL1Tlh0C&pg=PA88&redir_esc=y#v=onepage&q&f=false [abgerufen am 9. August 2023]).
- Martin Harrison: Fashion—Classic camera. In: The Independent, 1. April 1995, (https://www.independent.co.uk/arts-entertainment/fashion-classic-camera-1613974.html [abgerufen am 9. August 2023]).
- Lisa Hostetler:     Frances     McLaughlin-Gill. International Center of Photography, 1999, (https://www.icp.org/browse/archive/constituents/frances-mclaughlin-gill?all/all/all/all/0 [abgerufen am 9. August 2023]).
- Chris Karitevlis: Kathryn Abbe, Photographer. In: The East Hampton Star, 23. Januar 2014, (https://web.archive.org/web/20140405215419/http:/easthamptonstar.com/Obituaries/2014123/Kathryn-Abbe-Photographer [abgerufen am 9. August 2023]).
- John E. Mitchell: Double Exposure. In: North Adams Transcript, 13. März 2009, S. 8, (https://www.newspapers.com/article/111261785/north-adams-transcript/ [abgerufen am 9. August 2023]).
- Judith P. Smith: Spirals from the Sea. In: Arizona Daily Star, 30. Januar 1983, (https://www.newspapers.com/article/5079038/judith_p_smith_spirals_from_the_sea/ [abgerufen am 9. August 2023]).
- Former Boro Twins Graduation Leaders. In: The Brooklyn Daily Eagle, 30. Juni 1937, (https://www.newspapers.com/article/5075262/the_brooklyn_daily_eagle/ [abgerufen am 9. August 2023]).
- Modern Photography, The Amarillo Globe-Times, 2. Oktober 1959, (https://www.newspapers.com/article/5075808/modern_photography_the_amarillo/ [abgerufen am 9. August 2023]).
- Twins: The pleasure of coming two by two. In: New Braunfels Herald-Zeitung, 31. Mai 1981, (https://www.newspapers.com/article/5075726/new_braunfels_heraldzeitung/ [abgerufen am 9. August 2023]).
- Women in the News, Lebanon Daily News, 17. Juni 1977, (https://www.newspapers.com/article/5075759/women_in_the_news_lebanon_daily_news/ [abgerufen am 9. August 2023]).

## Weitere Literatur
- Naomi Rosenblum: A history of women photographers. Abbeville, 2014 (englisch).
- Take one then, take one now: [exhibition] November 30 to December 23, 1988, Washburn Gallery, New York. Washburn Gallery, New York 1988 (englisch).

| Personendaten    | Personendaten            |
| ---------------- | ------------------------ |
| NAME             | McLaughlin-Gill, Frances |
| KURZBESCHREIBUNG | amerikanische Fotografin |
| GEBURTSDATUM     | 22. September 1919       |
| GEBURTSORT       | Brooklyn, New York       |
| STERBEDATUM      | 23. Oktober 2014         |